# Onisimus caspius
Onisimus caspius is een vlokreeftensoort uit de familie van de Uristidae. De wetenschappelijke naam van de soort werd in 1896 voor het eerst geldig gepubliceerd door Georg Ossian Sars.